# Медаль «За переход на шведский берег»
Медаль «За переход на шведский берег» или «За переход через Ботнический залив» — медаль Российской империи, которой награждались солдаты, участвовавшие в переходе в Швецию по льду Ботнического залива во время русско-шведской войны (1808—1809).

## Основные сведения
Медаль «За переход на шведский берег» была учреждена Александром I 14 (26) апреля 1809 года в связи с военными успехами русской армии во время русско-шведской войны. Одновременно с данной медалью была учреждена медаль «За проход в Швецию через Торнео». Награждались солдаты отряда М. Б. Барклая-де-Толли, участники похода в Швецию по льду Ботнического залива через пролив Кваркен.

## Описание медали
Медаль была сделана из серебра. Диаметр — около 28 мм. Гурт гладкий. На лицевой стороне медали изображён вензель Александра I, над ним — большая императорская корона. На оборотной стороне медали горизонтальная надпись в пять строк:
ЗА
ПЕРЕХОДЪ
НА ШВЕДСКЇЙ
БЕРЕГЪ
1809.
По окружности вдоль края ряд мелких бус. Над датой «1809» фигурная черта.
Медали были отчеканены на Санкт-Петербургском монетном дворе, в октябре 1809 года. Всего изготовлено 5443 медалей.
Известны бронзовые варианты медали, изготовленные в частных мастерских. Размер медалей частной работы меньше — около 18 мм.

## Порядок ношения
Медаль имела ушко для крепления к ленте. Носить медаль следовало на груди. Лента медали — Андреевская.